# Promachus rufihumeralis
Promachus rufihumeralis är en tvåvingeart som beskrevs av Hobby 1933. Promachus rufihumeralis ingår i släktet Promachus och familjen rovflugor. Inga underarter finns listade i Catalogue of Life.